# NGC 810
NGC 810 é uma galáxia elíptica na direção da constelação de Aries. O objeto foi descoberto pelo astrônomo Edouard Stephan em 1871, usando um telescópio refletor com abertura de 31,5 polegadas. Devido a sua moderada magnitude aparente (+13,9), é visível apenas com telescópios amadores ou com equipamentos superiores. 